# Flags and Emblems
Flags and Emblems è un album del gruppo punk rock Stiff Little Fingers, pubblicato nel 1991 da Castle Communications.

## Tracce
1. (It's a) Long Way to Paradise (From Here) (Burns)
2. Stand Up and Shout (Burns)
3. Each Dollar a Bullet (Burns)
4. The "Cosh"  (Burns)
5. Beirut Moon (Burns)
6. The Game Of Life
7. Human Shield (Burns)
8. Johnny 7
9. Die And Burn (Burns)
10. No Surrender (Burns)

## Formazione
- Jake Burns  - voce, chitarra
- Dolphin Taylor - batteria
- Henry Cluney - chitarra
- Bruce Foxton - basso